# Federico II Gonzaga di Luzzara
Federico II Gonzaga (28 ottobre 1636 – 8 marzo 1698) è stato un nobile italiano.

## Discendenza
Federico sposò nel 1667 Luigia Ludovica Gonzaga (13 settembre 1653-28 agosto 1715), figlia di Ferdinando I Gonzaga, principe di Castiglione, dalla quale ebbe quattordici figli:
- Silvia (5 giugno 1669-10 novembre 1742), sposò nel 1694 Silvio Gonzaga, del ramo dei Gonzaga di Palazzolo
- Isabella (5 dicembre 1670-6 marzo 1739), suor Elena Maria in S. Caterina dal 1695
- Luigi (1672-1738), suo successore
- Luigi (21 dicembre 1673-7 maggio 1718), gesuita a Macao
- Eleonora (2 novembre 1674-1731), monaca cappuccina col nome di suor Maria Francesca in Mantova
- Maddalena (16 novembre 1676-21 dicembre 1750), monaca
- Laura (24 gennaio 1678-?), monaca
- Fulvia (11 giugno 1679-?), sposò il marchese Fabio Belprato (?-1740)
- Ferdinando (18 luglio 1681-21 febbraio 1750), religioso, primicerio di S. Andrea
- Prospero (18 settembre 1682-5 giugno 1683)
- Massimiliano (4 dicembre 1683-15 luglio 1749), gesuita a Ferrara
- Prospero Maria (n. e m. 8 gennaio 1685)
- Carlo Maria (4 novembre 1687-13 aprile 1710)
- Rodolfo Maria (1º luglio 1690-1692)

## Ascendenza
|                                          |                      |                                              | Genitori                                     |  |  | Nonni |  |  | Bisnonni                              |  |  | Trisnonni                                 |  |
|                                          |                      |                                              |                                              |  |  |       |  |  | Prospero Gonzaga, marchese di Luzzara |  |  | Massimiliano Gonzaga, marchese di Luzzara |  |
|                                          |                      |                                              |                                              |  |  |       |  |  | Prospero Gonzaga, marchese di Luzzara |  |  | Massimiliano Gonzaga, marchese di Luzzara |  |
|                                          |                      | Caterina Colonna                             |                                              |  |  |       |  |  | Prospero Gonzaga, marchese di Luzzara |  |  |                                           |  |
| Federico I Gonzaga, marchese di Luzzara  |                      |                                              |                                              |  |  |       |  |  | Prospero Gonzaga, marchese di Luzzara |  |  |                                           |  |
|                                          |                      | Isabella Gonzaga                             | Pirro II Gonzaga, principe di Bozzolo        |  |  |       |  |  |                                       |  |  |                                           |  |
|                                          |                      | Isabella Gonzaga                             | Pirro II Gonzaga, principe di Bozzolo        |  |  |       |  |  |                                       |  |  |                                           |  |
|                                          |                      | Isabella Gonzaga                             | Francesca Guerrieri                          |  |  |       |  |  |                                       |  |  |                                           |  |
| Luigi I Gonzaga, marchese di Luzzara     |                      | Isabella Gonzaga                             |                                              |  |  |       |  |  |                                       |  |  |                                           |  |
|                                          |                      | Luigi Gonzaga, conte di Poviglio             | Rodolfo Gonzaga, conte di Poviglio           |  |  |       |  |  |                                       |  |  |                                           |  |
|                                          |                      | Luigi Gonzaga, conte di Poviglio             | Rodolfo Gonzaga, conte di Poviglio           |  |  |       |  |  |                                       |  |  |                                           |  |
|                                          |                      | Luigi Gonzaga, conte di Poviglio             | Isabella Gonzaga di Bozzolo                  |  |  |       |  |  |                                       |  |  |                                           |  |
| Elisabetta Gonzaga di Poviglio           |                      | Luigi Gonzaga, conte di Poviglio             |                                              |  |  |       |  |  |                                       |  |  |                                           |  |
|                                          |                      | Diana Paccaroni                              | …                                            |  |  |       |  |  |                                       |  |  |                                           |  |
|                                          |                      | Diana Paccaroni                              | …                                            |  |  |       |  |  |                                       |  |  |                                           |  |
|                                          |                      | Diana Paccaroni                              | …                                            |  |  |       |  |  |                                       |  |  |                                           |  |
| Federico II Gonzaga, marchese di Luzzara |                      | Diana Paccaroni                              |                                              |  |  |       |  |  |                                       |  |  |                                           |  |
|                                          | Guido Sforza Gonzaga | Sigismondo II Gonzaga, marchese di Vescovato |                                              |  |  |       |  |  |                                       |  |  |                                           |  |
|                                          | Guido Sforza Gonzaga | Sigismondo II Gonzaga, marchese di Vescovato |                                              |  |  |       |  |  |                                       |  |  |                                           |  |
|                                          | Guido Sforza Gonzaga | Lavinia Rangoni                              |                                              |  |  |       |  |  |                                       |  |  |                                           |  |
| Pirro Maria Gonzaga                      | Guido Sforza Gonzaga |                                              |                                              |  |  |       |  |  |                                       |  |  |                                           |  |
|                                          |                      | Elena Campiglia                              | …                                            |  |  |       |  |  |                                       |  |  |                                           |  |
|                                          |                      | Elena Campiglia                              | …                                            |  |  |       |  |  |                                       |  |  |                                           |  |
|                                          |                      | Elena Campiglia                              | …                                            |  |  |       |  |  |                                       |  |  |                                           |  |
| Elena Gonzaga                            |                      | Elena Campiglia                              |                                              |  |  |       |  |  |                                       |  |  |                                           |  |
|                                          |                      | Luigi Gonzaga di Palazzolo                   | Silvio Gonzaga di Palazzolo                  |  |  |       |  |  |                                       |  |  |                                           |  |
|                                          |                      | Luigi Gonzaga di Palazzolo                   | Silvio Gonzaga di Palazzolo                  |  |  |       |  |  |                                       |  |  |                                           |  |
|                                          |                      | Luigi Gonzaga di Palazzolo                   | Francesca Gonzaga di Schivenoglia            |  |  |       |  |  |                                       |  |  |                                           |  |
| Francesca Gonzaga di Palazzolo           |                      | Luigi Gonzaga di Palazzolo                   |                                              |  |  |       |  |  |                                       |  |  |                                           |  |
|                                          |                      | Felicita Guerrieri                           | Tullo Guerrieri, conte di Mombello e Conzano |  |  |       |  |  |                                       |  |  |                                           |  |
|                                          |                      | Felicita Guerrieri                           | Tullo Guerrieri, conte di Mombello e Conzano |  |  |       |  |  |                                       |  |  |                                           |  |
|                                          |                      | Felicita Guerrieri                           | …                                            |  |  |       |  |  |                                       |  |  |                                           |  |
|                                          |                      | Felicita Guerrieri                           |                                              |  |  |       |  |  |                                       |  |  |                                           |  |